# ياسر رضوان
ياسر رضوان (مواليد 22 أبريل 1972 في الدقهلية) هو لاعب كرة قدم مصري دولي سابق كان يلعب كمدافع. مثّل منتخب مصر لكرة القدم في كأس الأمم الأفريقية أعوام 1996، 1998، 2000 و2002، وتوج باللقب سنة 1998.

## مسيرته الكروية

### بداياته
من مواليد محافظة الدقهلية، بدأ متأخرًا على مستوى الأندية بعدما بدأ مع مركز شباب قريته بقطارس، ومن مشاركاته مع فرق المدارس طلب منه أخوه وهو لاعب ببلدية المحلة الانضمام لناشئي بلدية المحلة.

### بلدية المحلة
انضم لناشئي بلدية المحلة وكان وقتها عمره 15 سنة ولعب موسمين حتى 17 سنة، ثم تم تصعيده للفريق الأول وصعدوا وقتها للدورى الممتاز عام 1991، ولعب بعدها خمس مواسم حتى عام 1996.

### رحلة الاحتراف

#### انتقاله
استطاع رضوان الحصول على لقب أفضل مدافع أيمن في كأس الأمم الإفريقية عام 1996 في جنوب إفريقيا رغم الأداء المتواضع للمنتخب المصري في هذه البطولة، لكن رضوان كان من أحد اللاعبين الذين توسم فيهم الجمهور المصري خيرًا مثله مثل حازم إمام اللاعب الصاعد بسرعة الصاروخ وأحمد حسن القادم بقوة من مغاغة، وانهالت العروض الاحترافية على ياسر رضوان من كل حدبٍ وصوب بعد هذا الأداء المتميز في بطولة إفريقيا حيث برهن بمستواه الثابت أنه لاعب صاحب لياقة عالية بمقدرته اللعب في أعلى الدوريات الأوروبية، واختار رضوان أفضل عرض قدم لشرائه من نادي بلدية المحلة لينتقل للدوري الألماني حيث طلبه نادي هانزا روستوك الألماني الذي كان يلعب آنذاك في دوري الدرجة الأولى الممتازة حتى موسم 2005–2006 الذي هبط فيه الفريق للدرجة الثانية لسوء نتائجه.. عمومًا بدأ رضوان اللعب مع هذا الفريق منذ موسم 1996–1997 وبطموحات كبيرة حاول أن يثبت بأنه وزميله محمد عمارة صفقة ناجحة لهذا الفريق المتأسس فقط عام 1965، والذي دائمًا ما يصارع على التأهل لكأس الاتحاد الأوروبي باحتلال مركز متوسط في الدوري أو للبقاء في الدوري الألماني !!

#### موسم 1996–1997
في عام 1996 انتقل لرحلة احتراف لفريق هانزا روستوك لمدة 6 مواسم حتى عام 2002، وأكثر المتفائلين لم يكن يتوقع أن يصبح ياسر رضوان في يوم من الأيام من أشهر اللاعبين الأفارقة الذين لعبوا لنادي هانزا روستوك في تاريخه القصير، فقد ظل رضوان مثابرًا محافظًا على مركزه كأساسي منذ الموسم الأول له مع الفريق، وأصبح فيما بعد من أساسيات الفريق، ولعب في أول مواسمـه في ألمانيا 23 مباراة تحت قيادة المدرب الألماني فرانك باجيلسيدرف الذي أصر على شراء رضوان والذي قام بإشراكه في أكثر من مناسبة كما كان مع محمود الجوهري مع منتخب مصر كجناح أيمن وأحيانًا أخرى شارك كلاعب وسط دفاعي، واستطاع رضوان إحراز هدفين في هذا الموسم لتبدأ علامات النجاح الحقيقية على الصفقة، ليواصل مسيرته مع الفريق.

#### موسم 1997–1998
وفي الموسم الـتالي 1997–1998 شارك ياسر رضوان في 24 مباراة وقدم مستوى راقيًا جدًّا واستطاع صناعة 5 أهداف كاملة واجتهد بكل ما تحمله الكلمة من معانٍ مع زملائه في الفريق آنذاك ومنهم محمد عمارة.

#### موسم 1998–1999
شارك الفريق في كأس الاتحاد الأوروبـي موسم 1998–1999 بالفعل ومعه ياسر رضوان الذي شارك لأول مرة في تاريخه في 33 مباراة في الدوري الألماني، واستطاع في ذلك الموسم تسجيل هدف وحيد من أجمل أهدافه، وأثر تغيير المدرب «باجيلسيدرف» على أداء الفريق حيث جاء المدرب إيوالد ليغير من طريقة لعب الفريق فضلًا عن ضغط المباريات والمنافسة على الدوري الألماني وكأس الاتحاد الأوروبي أدى لانحدار مستوى الفريق ومستوى رضوان نفسه، ليتراجع الفريق في الدوري المحلي قبل أن يخرج من كأس الاتحاد الأوروبي خالي الوفاض، ليحتل الفريق المركز الـ 13 في ترتيب الدوري الألماني برصيد 38 نقطة فقط !!

#### موسم 1999–2000
مستوى رضوان بدأ ينخفض ومعه بدأ الفريق هو الآخر ينخفض بعدما تركه بعض اللاعبين الدوليين في موسم 1999–2000 الذي بدأ يستقطب فيها الفريق أكثر من لاعب إفريقي كالمغربـي عبد العزيز والنيجيري فيكتور أجالي مع رحيل المدرب إيوالد ومجيء المدرب أندرياس تساشوبار لتسوء نتائج الفريق أكثر، وكان قريبًا من الهبوط للدرجة الثانية إلا أن لاعبي الفريق أنقذوا الموسم وخرجوا من دائرة الهبوط في الأسابيع الأخيرة ليحتلوا المركز الخامس عشر برصيد 38 نقطة، وشارك ياسر رضوان في 21 مباراة فقط كأقل عدد من المباريات منذ مجيئه عام 1996 !!

#### موسم 2000–2001
بعد تعرضه للإصابة.. تقلص عدد مشاركاته مع الفريق في موسم 2000–2001 لـ 12 مباراة فقط وأحرز وقتها هدف وحيد، لكن الفريق لم يبلي بلاءً حسنًا في الدوري واحتل المركـز الـ 12 برصيد 43 نقطة.

#### موسم 2001–2002
في موسم 2001–2002 شارك ياسر رضوان في 20 مباراة وأحرز هدفًا وحيدًا وصنع 6 أهداف، لكن لا جديد الفريق كما هو يعاني في النصف الأخير من الترتيب وكانت هذه السنة هي الأسوأ من حيث النتائج حيث احتل الفريق المركز الرابع عشر برصيد 34 نقطة وأيضًا هرب من الهبوط بأعجوبة في آخر الأسابيع !!

### الأهلي
قرر ياسر رضوان الرحيل والعودة لأرض الوطن بعد رحلة احترافية دامت 6 سنوات كاملة، فطلبه الأهلي المصري وبالفعل تعاقد معه المدرب الهولندي للأهلي بونفرير وشارك رضوان أمام نادي روما الإيطالي في المباراة الاستعدادية لموسم 2002–2003 التي فاز بها الأهلي 2–1.

شارك رضوان مع الأهلي موسمي 2002–2003 و2003–2004، وشارك في 22 مباراة وأحرز هدفين فقط.

ولم تكن تجربة مرضية بالنسبة له على الرغم من خلال الموسمين حقق بطولتي كأس مصر وبطولة كأس السوبر ولكن الفترة التي انضم فيها للفريق كانت فترة إحلال وتجديد بالفريق وعدم استقرار على مستوى الفريق الأول، وتم تغيير أكثر من مدير فني وقتها من بونفرير ثم أوليفييرا ثم فتحي مبروك ومن ثم تولى المسئولية مانويل جوزيه، وبالطبع كثرة التغييرات كان لها تأثير سلبي على نتائج الفريق.

### العودة لبلدية المحلة
انضم من جديد في بلدية المحلة في تجربة استمرت عامين، خلال أول موسم لم يستطع الفريق البقاء في الدوري فهبط إلى دوري الدرجة الثانية بعد أن احتل المركز الثاني عشر بفارق ثلاثة نقاط عن صاحب المركز المركز الحادي عشر
الذي ابتعد عن الهبوط.

### الأوليمبي
واختتم مشواره في الملاعب بقميص الأوليمبي السكندري عام 2007 في تجربة قصيرة استمرت ستة أشهر، لكنه لم يشارك بشكل رسمي بسبب الإصابة، قبل أن يعتزل كرة القدم.

### مع المنتخب
يعتبر أحد اللاعبين القلائل الذين ظهروا مع المنتخبات الوطنية التي لا نادرًا ما تعتمد على لاعبين من خارج قطبا الكرة المصري الأهلي والزمالك، وكان غريبًا بعض الشيء أن يظل لاعب من بلدية المحلة أساسيَّا في المنتخب المصري الأول خاصةً أثناء كأس الأمم الإفريقية 1996 و1998.

كانت البداية عند سن العشرين بعدما ظهر في الدوري الممتاز، لينضم لمنتخب الشباب المصري عام 1994، وسريعًا ما تحول للاعب أساسي في المنتخب المصري الأول منذ عام 1995 عندما شارك أمام تنزانيا في أولى مبارياته الدولية حتى بعد نهاية كأس أمم إفريقيا 1998 ببوركينا فاسو والتي كان أثناءها أحد أسباب تتويج الفراعنة بالكأس الرابع في تاريخ مصر.

شارك مع المنتخب الأول في 86 مباراة دولية وشارك في 4 بطولات إفريقية مع منتخب مصر أعوام (1996، 1998، 2000، 2002) وأحرز لقب بطولة 1998 ببوركينا فاسو مع الراحل الجوهري ، وحصل على لقب أفضل ظهير أيمن في بطولة الأمم الإفريقية 1996، ومثّل مصر في منتخب إفريقيا عام 1997، كما شارك في كأس القارات بالمسكيك عام 1999.

### اعتزاله
اعتزل في سن الـ 35 ؛ وذلك نظرًا لكثرة العمليات التي مرر بها من صليبي لغضروف وغيرها فقرر التوقف وقتها عن اللعب.

## مسيرته التدريبية
عقب اعتزاله كرة القدم انتقل للعمل بالتدريب، وكانت البداية مع أكاديمية الأهلي كمدير فرع الأكاديمية بالمنصورة والشرقية، ثم انضم لمدرسة الكرة مع فريق 14 سنة، ثم لقطاع الناشئين بالنادي الأهلي من خلال العمل كمدير فنى لفريق 18 و 19 وأحرز معهم بطولات.
وفي مايو 2012 عمل مدربًا بالفريق الأول للأهلي تحت قيادة المدير الفني عبد العزيز عبد الشافي لمدة شهرين، قبل التعاقد مع مانويل جوزيه في نفس الموسم، ثم العودة من جديد للعمل نائبًا مدير قطاع الناشئين بالفريق.
ومن بعدها بدأ خارج الأهلي للعمل كمدير فني لفريق نبروه في بدوري القسم الثاني، ثم عمل مدربًا لفريق النصر الليبي، ومن بعدها مدير فني لمنتخب مصر للشباب مواليد 95، ثم جمهورية شبين ، وبعده بلدية المحلة، ثم العودة مرة أخرى لشبين، ثم نجوم المستقبل قبل العودة مجددًا لقيادة جمهورية شبين.

## تكريمه
في 5 سبتمبر 2017 كرم نادي هانزا روستوك الثنائي المصري ياسر رضوان ومحمد عمارة، باعتبارهما من أفضل اللاعبين الذين مثلوا النادي طوال مسيرته الكروية، وشارك الثنائي في مباراة ودية، ضمت جيل العظماء في النادي، الذين مثلوا النادي عبر تاريخه، وأبدى ياسر رضوان سعادته بالتكريم من جانب النادي، مؤكدًا اعتزازه وفخره بكل ما قدمه مع النادي طوال مسيرته كلاعب، خاصة بعد الاستقبال من جانب مسئولي النادي.

وعقب عقودته من ألمانيا كرمه مجلس إدارة نادي جمهورية شبين أيضًا بسبب تكريمه في ألمانيا، كونه ضمن أفضل اللاعبين في تاريخ نادي هانزا روستوك، وتكريمه كان على هامش المؤتمر الصحفي للإعلان عن الصفقات الجديدة لنادي جمهورية شبين.

## الأهداف الدولية
تأتي حصيلة مصر من الأهداف أولاً.
| #  | التاريخ        | المكان                                    | الخصم   | النتيجة | الحصيلة | المنافسة                            |
| -- | -------------- | ----------------------------------------- | ------- | ------- | ------- | ----------------------------------- |
| 1. | 13 فبراير 1998 | الملعب البلدي، بوبو ديولاسو، بوركينا فاسو | زامبيا  | 4–0     | 4–0     | كأس الأمم الأفريقية لكرة القدم 1998 |
| 2. | 25 يوليو 1999  | ملعب أزتيكا، مدينة مكسيكو، المكسيك        | بوليفيا | 2–2     | 2–2     | كأس القارات 1999                    |
| 3. | 23 يناير 2000  | ملعب ساني أباتشا، كانو، نيجيريا           | زامبيا  | 1–0     | 2–0     | كأس الأمم الأفريقية لكرة القدم 2000 |

## روابط خارجية
- ياسر رضوان على موقع الاتحاد الدولي (مؤرشف)  (الإنجليزية)
- ياسر رضوان على موقع قاعدة بيانات كرة القدم.إي يو (الإنجليزية)
- ياسر رضوان على موقع ناشيونال فوتبول تيمز (الإنجليزية)
- ياسر رضوان على موقع عالم كرة القدم.نت (الإنجليزية)
- ياسر رضوان على موقع كووورة